# Decreto legislativo luogotenenziale
Il decreto legislativo luogotenenziale (abbr. D.L.L., D.L.Lt. o D.Lgs.Lgt.) nell'ordinamento giuridico italiano è un atto avente forza di legge adottato dal Consiglio dei ministri e promulgato dal Luogotenente del Re durante il Regno d'Italia. 
Il decreto legislativo luogotenenziale era in tutto equivalente al regio decreto legislativo, promulgato dal sovrano dopo l'approvazione del Consiglio dei ministri su delega del Parlamento.

## Storia
Durante la prima guerra mondiale il re Vittorio Emanuele III di Savoia partì per il fronte e perciò delegò le funzioni correnti al principe Tommaso di Savoia-Genova, il quale, in qualità di Luogotenente del Re, firmò diversi regi decreti, che furono così chiamati decreti luogotenenziali.
Durante la seconda guerra mondiale lo stesso Vittorio Emanuele III, dopo la liberazione di Roma, fu indotto a rinunciare all'esercizio effettivo delle funzioni monarchiche, delegando il 5 giugno 1944 il figlio Umberto II quale Luogotenente del Regno.
I decreti legislativi luogotenenziali non abrogati da successive disposizioni e compatibili con la Costituzione repubblicana sono rimasti in vigore anche nell'ordinamento della Repubblica Italiana.